# Meillerie
 Meillerie  es una población y comuna francesa, en la región de Ródano-Alpes, departamento de Alta Saboya, en el distrito de Thonon-les-Bains y cantón de Évian-les-Bains.

## Demografía
| 333 | 282 | 320 | 258 | 305 | 280 |
| Para los censos de 1962 a 1999 la población legal corresponde a la población sin duplicidades (Fuente: INSEE [Consultar]) |     |     |     |     |     |